# Gieorgij Berijew
Gieorgij Michajłowicz Berijew (ros. Георгий Михайлович Бериев; ur. 31 stycznia?/13 lutego 1903 w Tyflisie, zm. 12 lipca 1979 w Moskwie) – radziecki konstruktor lotniczy pochodzenia gruzińskiego, generał-major służby inżynieryjno-technicznej, doktor nauk.

## Życiorys
Syn Michaiła Solomonowicza, ukończył szkołę podstawową w Tyflisie. Od 1919 roku pracował jako praktykant odlewniczy w zakładach Gilberta. Od sierpnia 1921 służył w Armii Czerwonej, otrzymał też możliwość nauki w technikum wieczorowym. W lutym 1924 został przeniesiony do rezerwy. Rozpoczął studia na politechnice w Tbilisi, w 1925 r. przeniósł się do Leningradu na Leningradzki Instytut Politechniczny, który ukończył w 1930 r. W lutym 1930 r. został zatrudniony w moskiewskim biurze konstrukcyjnym specjalizującym się w budowie wodnosamolotów. W latach 1934–1968 był kierownikiem i głównym konstruktorem w biurze projektowym wodnosamolotów w Taganrogu (znanym jako biuro konstrukcyjne Berijewa).
W 1947 roku nagrodzony Nagrodą Stalinowską za projekt samolotu Be-6, a w 1968 roku Nagrodą Państwową ZSRR za projekt Be-12. Dwukrotnie nagrodzony Orderem Lenina i Orderem Czerwonego Sztandaru Pracy.